# Agitación psicomotriz
La agitación psicomotriz o agitación psicomotora es un conjunto de signos y síntomas que se derivan de la tensión mental y la ansiedad. Los signos son movimientos involuntarios y sin propósito; los síntomas son angustia emocional e inquietud. Las manifestaciones típicas incluyen caminar sin parar alrededor de una habitación, retorcerse las manos, movimientos incontrolados de la lengua, quitarse la ropa y volvérsela a poner, y otras acciones similares. En casos más severos, los movimientos pueden volverse dañinos para el individuo, como rasgar o morderse la piel alrededor de las uñas de las manos, los labios u otras partes del cuerpo hasta el punto de sangrado. La agitación psicomotora se encuentra típicamente en trastornos psicóticos, en la fase maníaca del trastorno bipolar y a veces el trastorno depresivo mayor o en el trastorno obsesivo-compulsivo, aunque también puede ser el resultado de un consumo excesivo de estimulantes. También puede ser causado por hiponatremia grave. Las personas de mediana edad y los ancianos corren más riesgo de manifestarlo.

## Causas
Las causas incluyen:
- Esquizofrenia
- Trastorno bipolar
- Trastorno por estrés postraumático
- Ataques de pánico
- Desorden de ansiedad
- Trastorno obsesivo-compulsivo (TOC)
- Síndrome de abstinencia del alcohol
- Claustrofobia
- Demencia
- Enfermedad de Parkinson[2]
- Traumatismo craneoencefálico
- Enfermedad de Alzheimer[3]
- Porfiria intermitente aguda[2]
- Efectos secundarios de drogas como cocaína o metilfenidato
- Efectos secundarios de los antipsicóticos como el haloperidol

## Tratamiento
Se puede usar el midazolam intramuscular,  el lorazepam u otra benzodiazepina tanto para sedar a pacientes agitados como para controlar movimientos musculares semi-involuntarios en casos de sospecha de acatisia.
El droperidol, el haloperidol u otros antipsicóticos típicos pueden disminuir la duración de la agitación causada por la psicosis aguda, pero deben evitarse si se sospecha que la agitación es acatisia, porque puede empeorar. También el uso de prometazina puede ser útil. Recientemente, tres antipsicóticos atípicos, olanzapina, aripiprazol y ziprasidona, están disponibles y aprobados por la FDA como formulaciones de inyección intramuscular de liberación instantánea para controlar la agitación aguda. Las formulaciones IM de estos tres antipsicóticos atípicos son al menos tan efectivas o incluso más efectivas que la administración IM de haloperidol solo o haloperidol con lorazepam (que es el tratamiento estándar para la agitación en la mayoría de los hospitales) y los atípicos tienen una mayor tolerancia debido a un perfil de efectos secundarios más leve.
En aquellos casos con psicosis que causa agitación existe una falta de consenso para el uso de las benzodiazepinas solas, sin embargo, se usan comúnmente en combinación con antipsicóticos ya que pueden prevenir los efectos secundarios asociados con los antagonistas de la dopamina.